# Șari-Neni
El Șari-Neni fue un famoso burdel ubicado en el distrito Elisabetin de la ciudad de Timișoara (Rumania).

## Historia
La prostitución era legal a principios del siglo XX, y en Timișoara funcionaban legalmente varios burdeles de lujo y las llamadas casas de tolerancia. Estas últimas estaban situadas en barrios marginales, para las personas con menos ingresos.
El burdel, que tenía un farolillo rojo junto a la entrada, estaba regentado por una feroz dama llamada Charlotta Földessy (1885-1962). Tenía la apariencia externa de un restaurante elegante e íntimo en el que se servía buena comida. Los clientes recibían un trato exquisito y el servicio era impecable. Los clientes podían elegir acompañante entre álbumes de fotografías profesionales. Los empleados sabían tocar el piano y dominaban el arte de la conversación. Muchos de los clientes eran visitantes asiduos.
Tras la Segunda Guerra Mundial, la prostitución fue prohibida por el régimen comunista y el burdel cerró. El edificio se utilizó como bufé. Poco después de la revolución rumana de 1989, el edificio reabrió como restaurante con música en directo, llamado Intim. En la década de 2000, el restaurante cerró y el edificio se deterioró. 
Incapaces de venderlo, los propietarios intentaron venderlo al ayuntamiento en varias ocasiones entre 2014 y 2019.